# Johnson Creek (Wisconsin)
Pour les articles homonymes, voir Johnson Creek (homonymie).
Johnson Creek est un village du comté de Jefferson, dans l'État du Wisconsin, aux États-Unis. En 2020, il comptait une population de 3 318 habitants.